# Ermita de San Antonio de Padua (Robledo de Chavela)
La ermita de San Antonio de Padua de Robledo de Chavela (Madrid, España), se encuentra en las afueras de la localidad, en Cerro Robledillo, junto al pinar El Cerro.
La actual ermita es nueva y, curiosamente, ha sido construida sobre la existente, a la que alberga en su interior.
La ermita de San Antonio fue construida por Eugenio Carrión y por un grupo de robledanos, que le ayudaron voluntariamente en el proyecto, gracias a la aportación económica del pueblo.
Desde ella se puede observarse la curiosa y espectacular formación granítica del Risco de los Monaguillos, desde el cual las vistas son espectaculares. Cerca de él, subiendo la falda de la montaña, pueden observarse restos de trincheras y búnkeres de la Guerra Civil.
Cerca de la ermita se encuentra también la popular fuente de El Cañito, donde muchos excursionistas repostan agua.
Las paredes de la ermita son de granito, y en su exterior tiene cinco contrafuertes.
Dentro de la ermita podemos observar una serie de vidrieras con los milagros de San Antonio de Padua, un altar de granito y la imagen de San Antonio, con sus cetros, estandartes, y andas para bajarlo al pueblo el día de su romería, el 12 de junio. 
Según el periodista Andrés Campos, refiriéndose al gigantesco nogal en que San Antonio construyó su propia celda, para estar más aislado:

Trasunto de aquel árbol monumental es el pino negral o resinero que se yergue señero a cien pasos largos de la ermita, junto a la carretera de Robledo de Chavela a Fresnedillas, con sus 19 metros de altura, su tronco de 3,60 de circunferencia y su copa de 20 de diámetro.

## Historia
En la página web de Ocio y Turismo de Robledo de Chavela se nos describe de esta manera la historia de la Ermita:

La imagen de San Antonio tuvo desde antaño, su lugar en la Iglesia de la Asunción de Nuestra Señora en Robledo de Chavela, hasta que los cofrades vieron peligrar su sitio en dicha parroquia, y comenzaron la construcción en 1969 de la Ermita en el Cerro de Robledillo, en terreno de Robledo de Chavela.
Sería el 11 de septiembre de 1976, cuando se inaugurara por el obispo don Ramón Echevarría Isturis, y su nombre desde sus orígenes ha sido Ermita de San Antonio de Padua. La Hermandad reúne unos 500 hermanos y los Estatutos de la misma se constituyeron el 14 de junio de 1950.
Sería la Hermandad quien trascurridos quince años de vida de la Ermita, acordarían una reconstrucción de la misma, dado los materiales de baja calidad empleados en un primer momento.